# Kuckumer Straße 22 (Mönchengladbach)

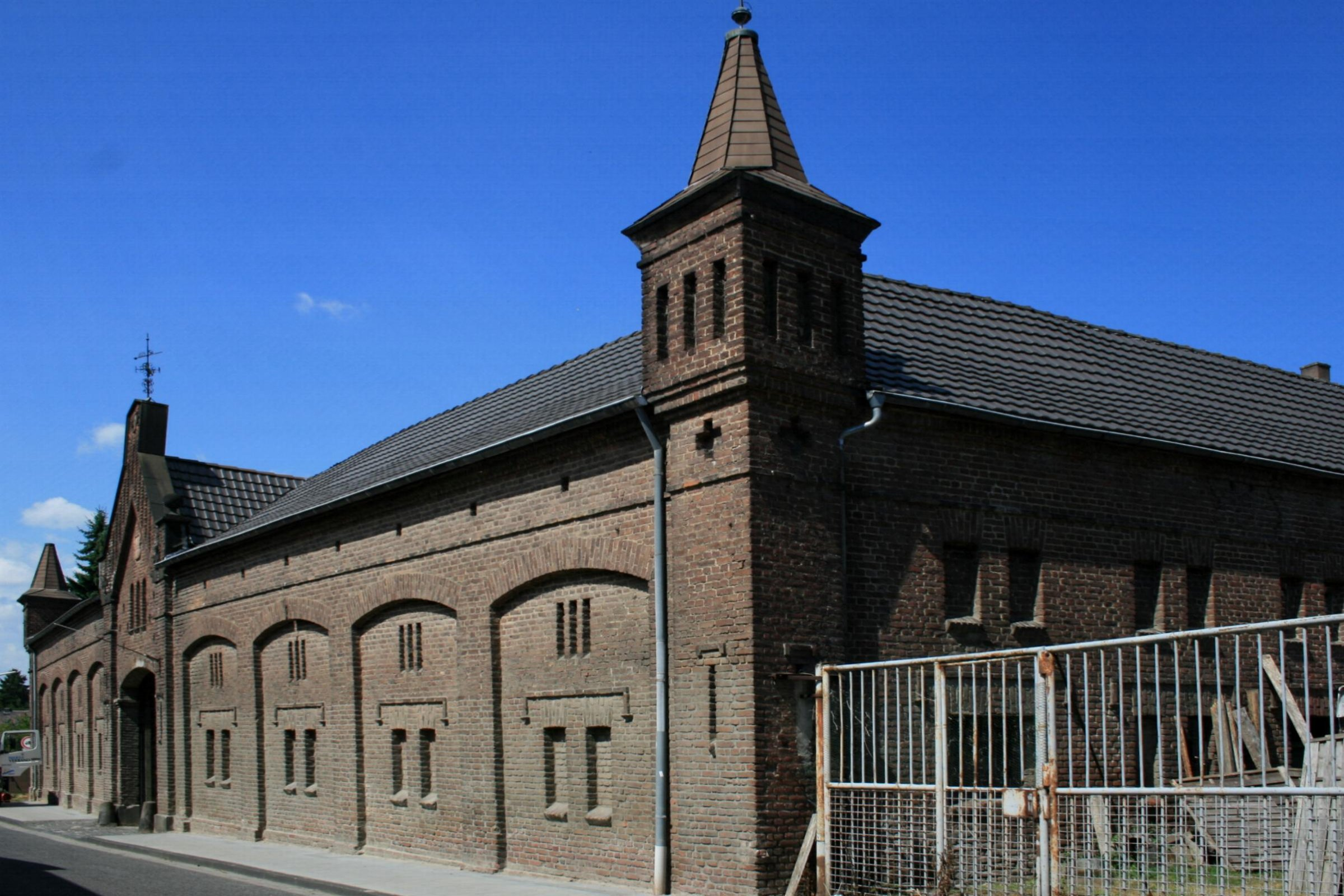
Hofanlage (2010)

Die Hofanlage Kuckumer Straße 22 steht im Stadtteil Wanlo in Mönchengladbach (Nordrhein-Westfalen).
Das Gebäude wurde 1722 erbaut. Es wurde unter Nr. K 056  am 18. August 1994 in die Denkmalliste der Stadt Mönchengladbach eingetragen.

## Lage
Das Objekt (Lender- oder Schillershof) liegt am Rande der Ortslage Wanlo an der nach Kuckum führenden Straße.

## Architektur
Es handelt sich um eine große vierflügelige Backsteinhofanlage mit rückwärtig gelegenem, zweigeschossigem  fünfachsigem Wohnhaus unter einem Walmdach. An der Straße liegt ein neunachsiges Wirtschaftsgebäude unter einem Satteldach. Im rechten Winkel an der linken Seite anschließend die ehemalige Scheune, auf der rechten Seite das Stallgebäude und zwischen Wohnhaus und Stall ein zweigeschossiger Backsteintrakt der früher als Gesindehaus diente.